# Syrnolopsis gracilis
Syrnolopsis gracilis là một loài động vật chân bụng trong họ Thiaridae. Nó được tìm thấy ở Burundi, Cộng hòa Dân chủ Congo, Tanzania, và Zambia. Môi trường sống tự nhiên của chúng là hồ nước ngọt.